# La malédiction d'Adam : un futur sans hommes
La malédiction d'Adam: un futur sans hommes, publié en 2004, est une traduction en français de l'ouvrage de Bryan Sykes, professeur de génétique humaine de l'Université d'Oxford Adam's Curse: A Future Without Men (également connu sous le nom de Adam's Curse: A Story of Sex, Genetics, and the Extinction of Men) sorti en anglais en 2003.

## Contenu de l'ouvrage
L'ouvrage expose son hypothèse selon laquelle avec la baisse du nombre de spermatozoïdes chez les hommes et l'atrophie continuelle du chromosome Y, dans 5 000 générations (environ 125 000 ans) les hommes disparaîtront.
Sykes pense que l'une des options pour la survie de l'humanité est la reproduction unisexe par les femelles : des ovules femelles fécondés par les chromosomes nucléaires X d'une autre femelle et implantés à l'aide de méthodes de fécondation in vitro. Il introduit également la possibilité de déplacer le facteur déterminant des testicules et les gènes associés responsables de la masculinité et de la fertilité masculine vers un autre chromosome, qu'il appelle "le chromosome d'Adonis", engendrant des mâles fertiles avec un caryotype XX.

## Crédits
- Traduction : Pierre-Emmanuel Dauzat
- Éditeur français : Albin Michel
- (ISBN 9782226151209)

## Réception critique
- L'Express écrit : « Cet esprit rigoureux, mais volontiers provocateur, la développe dans un livre, La Malédiction d'Adam. »